# Álex Pina
Alejandro Pina Calafi (Pamplona, 23 de junio de 1967), más conocido como Álex Pina, es un productor, guionista y director de cine y televisión español, conocido por sus trabajos en ficción como El embarcadero,Vis a vis, Los hombres de Paco, El barco, La casa de papel, Sky Rojo o Los Serrano.

## Trayectoria
Licenciado en Ciencias de la Información por la Universidad de Navarra, completó su formación con un Máster DPPA en Producción y Programación audiovisual de la Universidad de Navarra, Curso de Postgrado en Dirección y Curso de Postgrado en Guion en la Escuela Universitaria de Artes TAI. Comenzó su trayectoria profesional como periodista en prensa (Diario Vasco, Diario de Mallorca...) y posteriormente en la Agencia Europa Press.
Entre 1993 y 1996, Pina trabajó como guionista y redactor en la empresa Videomedia hasta que fichó por la productora audiovisual Globomedia en 1996 y se incorporó al programa Caiga quien caiga como guionista. Al año siguiente, en 1997, y en la misma productora, arrancó su carrera como guionista de ficción en la serie de televisión Más que amigos. A partir de ahí, comenzó a desempeñar también los roles de creador y productor ejecutivo en ficciones españolas icónicas como Los Serrano, Los hombres de Paco y El barco.
A finales de 2016, tras el paso de Vis a vis por la cadena Antena 3, Pina abandonó Globomedia y fundó su propia productora llamada Vancouver Media. El primer formato de la misma es La casa de papel, que se estrenó en Antena 3 el 2 de mayo de 2017 con más de cuatro millones de espectadores. La serie fue distribuida mundialmente por Netflix y se convirtió en el mayor éxito de su carrera, lo que conllevó la firma de un contrato en exclusiva con la plataforma de streaming para la creación y producción de series originales.
En enero de 2019, se estrenó en Movistar+ la segunda serie de la factoría de Pina: El embarcadero, una serie en la que comparte autoría con la guionista Esther Martínez Lobato. Beta Film firmó un acuerdo de producción y distribución con Movistar+ por el que El embarcadero puede verse en más de 70 países.
En mayo de 2020, estrenó una nueva miniserie para Netflix llamada White Lines que gira en torno a la desaparición de un Dj oriundo de Mánchester y el descubrimiento de su cadáver dos décadas después. Algunos de los protagonistas de este thriller son Juan Diego Botto, Marta Millans, Nuno Lopes, Laura Haddock o Pedro Casablanc, entre otros.
En enero de 2023 se estrenó la tercera y última temporada de Sky Rojo. En la actualidad acaba de estrenar a finales de diciembre 2023 La Casa de Papel, Berlín, en Netflix y ha anunciado un nuevo proyecto también para Netflix llamado “El Búnker”.

## Obra
| Años            | Título                | Cargo                                   | Cadena             |
| --------------- | --------------------- | --------------------------------------- | ------------------ |
| 1996            | Caiga quien caiga     | Guionista                               | Telecinco          |
| 1997-1998       | Más que amigos        | Guionista                               | Telecinco          |
| 1998-2002       | Periodistas           | Productor ejecutivo, guionista          | Telecinco          |
| 2003-2008       | Los Serrano           | Creador, productor ejecutivo, guionista | Telecinco          |
| 2005-2010; 2021 | Los hombres de Paco   | Creador, productor ejecutivo, guionista | Antena 3           |
| 2011-2013       | El barco              | Creador, productor ejecutivo, guionista | Antena 3           |
| 2014            | Bienvenidos al Lolita | Creador, productor ejecutivo, guionista | Antena 3           |
| 2015-2019       | Vis a Vis             | Creador, productor ejecutivo, guionista | Antena 3           |
| 2017-2021       | La Casa de Papel      | Creador, productor ejecutivo, guionista | Antena 3 / Netflix |
| 2019-2020       | El embarcadero        | Creador, productor ejecutivo, guionista | Movistar+          |
| 2020            | White Lines           | Creador, productor ejecutivo, guionista | Netflix            |
| 2021-2023       | Sky Rojo              | Creador, productor ejecutivo, guionista | Netflix            |
| 2024            | Berlín                |                                         |                    |

| Año  | Título                     | Cargo                                                                                           |
| ---- | -------------------------- | ----------------------------------------------------------------------------------------------- |
| 2009 | Fuga de cerebros           | Productor, guionista (Biznaga de Plata Premio del Público del Festival de Málaga)               |
| 2010 | Tres metros sobre el cielo | Productor                                                                                       |
| 2011 | Fuga de cerebros 2         | Productor, guionista                                                                            |
| 2012 | Tengo ganas de ti          | Productor                                                                                       |
| 2014 | Kamikaze                   | Director, productor, guionista (Premio del Público del Festival Internacional de Cine de Miami) |

## Premios

### La Casa de Papel
- Premio Mejor Drama, International Emmy 2018.[11]
- Premio Mejor Guion, IRIS; Academia de la Televisión 2017.[12]

- Premio Mejor Ficción, FesTVal 2017.[13]

- Premio Mejor Dirección de Ficción, FesTVal 2017.

- Premio Mejor Dirección, Premios MiM Series 2017.[14]

- Mejor Serie Dramática, Premios Feroz 2018, Nominada.[15]

- Ninfa de Oro de la Mejor Serie Dramática, Festival Internacional de Montecarlo 2018.[16]

### Vis a Vis
- Premio Descubrimiento del Año, FesTVal 2015.[17]

- Premio Mejor Ficción Española, Festival de Luchon, 2016.[18]

- Premio Mejor Serie Española, Fotogramas de Plata, 2016.[19]

- Premio Mejor Ficción, Premios IRIS, 2016.[20]

- Premio Mejor Serie Dramática, Premios Feroz, 2016.[21]

### Los Serrano
- Premio Ondas 2004 Mejor Serie.[22]

### Periodistas
- Premio de la Academia de la ATV 1999.[23]
- Premio Ondas 1998 a la Mejor Serie nacional.[22]